# Alexandre-Charles Sauvageot
Pour les articles homonymes, voir Sauvageot.
Alexandre-Charles Sauvageot (Paris, 6 novembre 1781 - Paris 1er, 30 mars 1860) est un violoniste et collectionneur d'antiquités français.

## Biographie
Il est le fils de Jean Sauvageot, bourgeois et de Françoise-Antoinette Frené. Il était célibataire. Il fut jusqu'en 1829 deuxième violon à l'Opéra de Paris et depuis 1810 commis à la Direction des Douanes, conservateur honoraire des musées impériaux.
Il rassembla à partir de 1826-1827 une très importante collection d'objets du Moyen Âge et de la Renaissance – objets d'art, sculptures, peintures, ivoires, instruments de musique etc. dont il fit don, en 1856, puis en 1860, au Musée du Louvre. Une salle du Louvre – où il occupa un appartement à partir de 1858 – porte son nom.

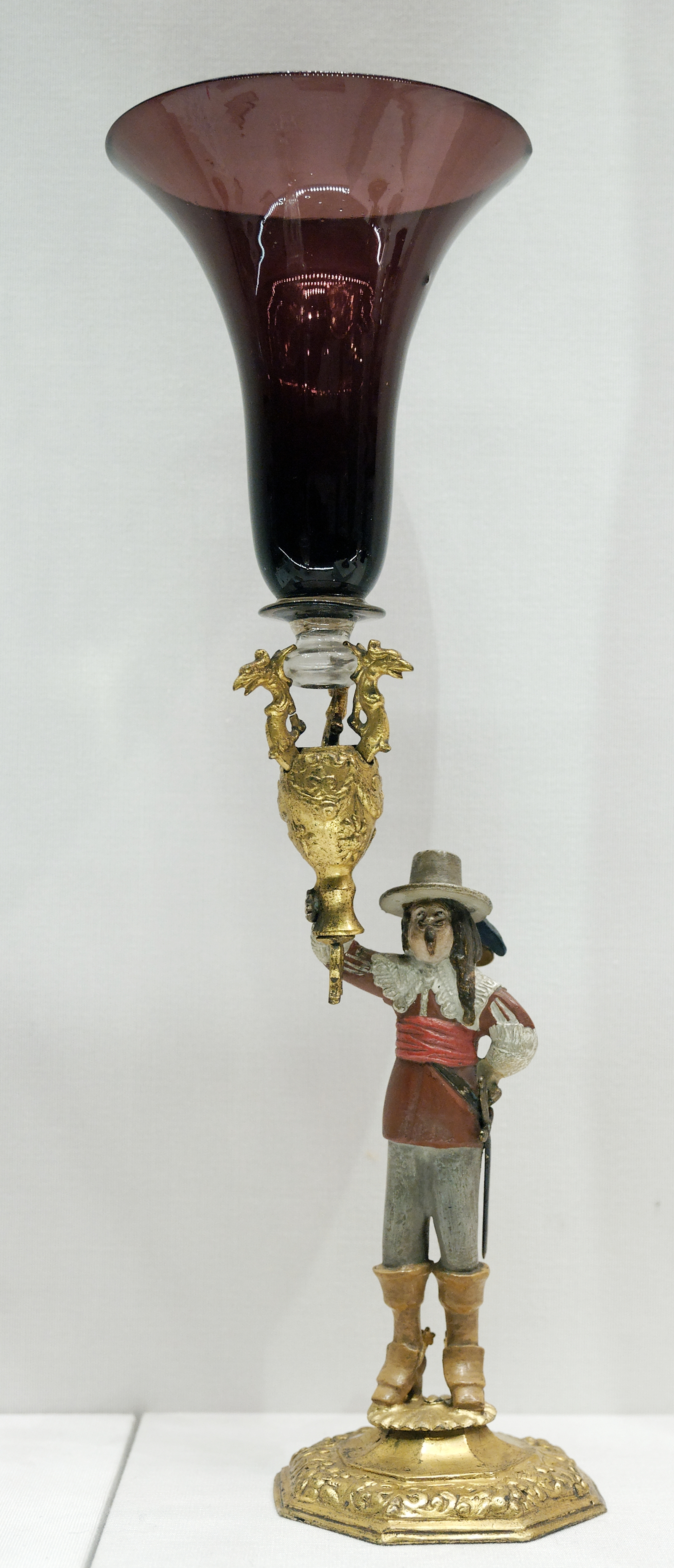
Pièce de verrerie donnée au Louvre

Parmi les objets donnés figure notamment un clavecin italien par Pietro Faby, construit à Bologne en 1691, aujourd'hui déposé avec 13 autres instruments au Musée de la Musique.
On conserve de lui un portrait par son ami Louis-Pierre Henriquel-Dupont (dessin de 1833, gravure de 1852) et un tableau de 1857 par Arthur Henry Roberts le représentant au milieu de ses collections dans la salle à manger de son appartement, 56 rue du Faubourg-Poissonnière.
Un des personnages de la Comédie humaine s'inspire de lui. « Entre Pons et M. Sauvageot, il se rencontrait quelques ressemblances », peut-on lire sous la plume de Balzac. Le personnage-titre du roman Le Cousin Pons se trouve être aussi musicien, célibataire et collectionneur.